# Beloretchensk
Beloretchensk (en russe : Белореченск), est une ville du kraï de Krasnodar, en Russie. Sa population s'élevait à 53 042 habitants en 2013.

## Géographie
Beloretchensk est située sur la rivière Belaïa, qui lui a donné son nom. Elle se trouve à 76 km — 95 km par la route — au sud de Krasnodar.

## Histoire
La localité est fondée en 1863 par des Cosaques. Elle a le statut de ville depuis 1958. À l'époque soviétique, un camp de travail correctif existait à Beloretchensk.

## Population
Recensements (*) ou estimations de la population
| 1959*  | 1970*  | 1979*  | 1989*  | 2002*  | 2010*  | 2012   |
| ------ | ------ | ------ | ------ | ------ | ------ | ------ |
| 35 864 | 35 970 | 42 960 | 51 177 | 54 028 | 53 892 | 53 446 |

| 2013   | 2014   | 2015   | 2016   | 2017   | 2018   | 2019   |
| ------ | ------ | ------ | ------ | ------ | ------ | ------ |
| 53 042 | 52 608 | 52 322 | 52 153 | 52 264 | 52 082 | 51 935 |

## Économie
Beloretchensk possède des industries alimentaires, de transformation du bois (meubles, bois d'œuvre), de matériaux de construction, et une usine d'engrais minéraux phosphatés, Minoudobrenia (АО "Минудобрения").